# Juan Hernández Luna
Juan Hernández Luna (Puebla, 19 de agosto de 1962-Ciudad de México, 8 de julio de 2010) fue un escritor mexicano, autor de novela policíaca.

## Biografía
Hizo estudios de arte dramático, que dejó inconclusos. Después de haber escrito para varios periódicos mexicanos publicó en 1990 su primera novela, Único territorio.
Después de Quizá otros labios, aparecido en 1994, escribió en 1996 Tabaco para el puma, novela que recibió el Premio Hammett en 1997. Obtuvo nuevamente este premio literario en 2007 con Cadáver de ciudad.
Paco Ignacio Taibo II lo llamó "el más duro, el mejor, el relevo en la novela negra mexicana". José Luis Zárate y Gerardo Horacio Porcayo, escritores mexicanos de ciencia ficción, aparecen como personajes en su novela Tijuana Dream.
Murió el 8 de julio de 2010 en la Ciudad de México a los 47 años, a causa de una enfermedad renal.

## Obra

### Novelas
- Único territorio (1991)
- Naufragio (1993)
- Quizá otros labios (1994)
- Tabaco para el puma (1996)
- Tijuana Dream (1998)
- Yodo (1999)
- Las mentirás de la luz (2004)
- Me gustas por guarra, amor (2005)
- Cadáver de ciudad (2007)

### Biografía
- Se llamaba Emiliano (biografía de Emiliano Zapata) (1999) firmada Iván Degollado
- No hay virtud en el servilismo (biografía de Ricardo Floras Magón) (2001)

### Otras obras
- Crucigrama (con Dolores Zambrano) (1990)
- De outsiders otros fantasmas (2006)

## Premios
- Premio Hammett 1997 por Tabaco para el puma.
- Premio Hammett 2007 por Cadáver de ciudad.